# 北方町役場
北方町役場（きたがたちょうやくば）は、地方公共団体である岐阜県本巣郡北方町の組織が入る施設（役場）。

## 概要
1973年（昭和48年）7月23日に竣工した庁舎（北方町北方字大門1323-5。鉄筋コンクリート造3階建。延床面積2,275㎡。）の老朽化により、県営北方住宅の跡地を庁舎建設用地として取得。2014年（平成26年）12月24日に起工式を行い、2016年（平成28年）3月22日に完成。同年4月21日に竣工式及び内覧会を行い、同年5月6日より新庁舎での業務を開始した。
大屋根構造（2・3階部が大屋根の内部にある構造）の建物である。これは周辺環境に配慮したものである。

## 業務時間
月曜日から金曜日の8時30分から17時15分（土曜日・日曜日・祝日・年末年始を除く）

## 業務内容

### 3階
- 議場
- 議会事務局

### 2階
- 総務危機管理課
- 政策財政課
- 都市環境課
- 上下水道課

### 1階
- 税務課
- 住民保険課
- 健康推進課
- 福祉子ども課
- 会計室
- 教育課

## 周辺施設
- 北方町生涯学習センターきらり
- 北方町コミュニティセンター
- 北方町立図書館
- 北方バスターミナル
- 円鏡寺
- 北方町立北学園

## 交通アクセス
- 樽見鉄道樽見線「北方真桑駅」下車、徒歩で約25分。

- 岐阜バス「北方バスターミナル」バス停より徒歩で約1分。
  - 岐阜駅（JR岐阜駅バスターミナル）・名鉄岐阜駅（名鉄岐阜のりば）より、JR岐阜7番のりば、名鉄岐阜5番のりば発
    - 北方河渡線【G61】「芝原6丁目」行き。
    - 真正大縄場線【O75】「北方バスターミナル」行き、【O81】「イオンタウン本巣」行き、【O85】「大野バスセンター」行き。

  - JR岐阜8番のりば、名鉄岐阜5番のりば発
    - 大野忠節線【C34】「北方バスターミナル」行き、【C35】「パレットピアおおの」行き、【C39】「大野バスセンター」行き。
    - モレラ忠節線【C30】「大野バスセンター」行き、【C36】「モレラ岐阜」行き。

  - 穂積駅より大野穂積線「大野バスセンター」行き。